# VI. Frigyes dán király
VI. Frigyes (dánul: Frederik den Sjette), (Christiansborg Palota, 1768. január 28. – Amalienborg palota, 1839. december 3.) Dánia királya 1808-tól haláláig, és Norvégia királya 1808-tól 1814-ig. Uralkodása idején bomlott fel a négyszáz éves dán-norvég perszonálunió.

## Gyermekkora
Frigyes 1768. január 28-án született a koppenhágai Christiansborg-palotában. Apja VII. Keresztély dán és norvég király volt, anyja pedig a születése idején még csak tizenhat éves Hannoveri Karolina Matilda, III. György brit király húga.
Ekkoriban az udvar hangulatát alapvetően apja elmebetegsége határozta meg. Keresztély alkalmatlan volt az uralkodásra, azért a hatalomért a különböző klikkek versengtek és a királyné egyre inkább elszigetelődött. A változást az új kegyenc, Johann Friedrich Struensee 1769-es megjelenése hozta, aki udvari orvosként Frigyest is sikeresen immunizálta himlő ellen. Struensee gyakorlatilag régensként uralkodott és Frigyes nevelésében is döntő szava volt. Szó szerint értelmezte Rousseau divatos „vissza a természethez” filozófiáját és a kisgyermeket sokszor hosszú időre magára hagyták, hogy megtalálja belső tiszta önmagát és még télen is alig adtak rá ruhát. Struensee a királyné szeretője lett és a közvélekedés szerint ő volt az apja Frigyes húgának, Lujza Augusztának.
1772-ben Keresztély király mostohaanyja, Braunschweig-Wolfenbütteli Julianna Mária özvegy anyakirályné kezdeményezésére letartóztatták és kivégezték Struenseet. A királyi pár házasságát felbontották és a négyéves Frigyes anyját a Hannoveri Választófejedelemségbe, Cellébe száműzték, ahol hamarosan meghalt.

## Régensherceg
1784-ben Frigyes tizenhat éves és nagykorú lett. Apjával aláíratott egy okiratot melyben őt nevezi ki az Államtanács élére és Andreas Bernstorff miniszter támogatásával puccsszerűen átvette a régensi hatalmat Julianna Máriától. Bernstorff hatására széles körű felvilágosult reformokba kezdett. Eltörölte a parasztok röghözkötöttségét, melyet ötven évvel korábban vezettek be.
A francia forradalom hatása érezhető volt a szabadabbá tett dán sajtóban is, emiatt Frigyes óvatosabbá vált a reformokkal. Miután Bernstorff 1797-ben meghalt, Frigyes egy új rendelettel csökkentette a sajtószabadságot és súlyos büntetésekkel sújtotta azt aki bírálta a kormányzatot. Hogy példát statuáljanak, több újságírót is száműzetésre ítéltek.

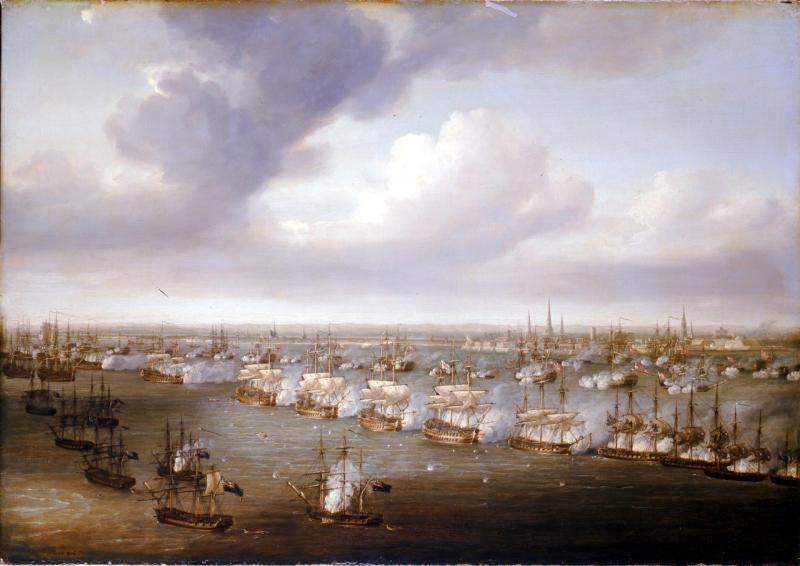
A koppenhágai csata. N. Pocock képe.

## A napóleoni háborúk idején
Dánia 1800-ban csatlakozott az orosz-svéd-porosz semlegességi paktumhoz és fenntartotta a jogot hogy kereskedjen Napóleon Franciaországával. Nagy-Britannia ezzel veszélyeztetve látta a kereskedelmi blokádját a franciák ellen és úgy döntöttek, hogy még azelőtt semmisítik meg a paktum országainak flottáit, hogy egyesíteni tudnák őket. 1801-ben a Hyde Parker és Horatio Nelson vezette angol flotta megsemmisítő csapást mért a Koppenhága mellett horgonyzó dán hajóhadra.
Az elkövetkező években Napóleon Európa nagy részét meghódította, ám Dániának sikerült semlegesnek maradnia. Az angolok féltek, hogy ha Dánia enged a francia nyomásnak, akkor egyrészt veszélybe kerül a tengeri út Oroszországba, másrészt a dán flotta Napóleon kezére kerül. 1807-ben ultimátumot intéztek a dán kormányhoz, hogy csatlakozzanak a franciaellenes szövetséghez, vagy adják át hadiflottájukat Britanniának (garanciával a háború utáni visszaszolgáltatásra). Mikor a dánok nem válaszoltak, három napig ágyúzták Koppenhágát és csapatokat tettek partra a város közelében. A bombázás következményeképpen legalább kétezer civil vesztette életét és a város épületeinek 30%-a megrongálódott. A városparancsnok Frigyes parancsa ellenére nem felgyújtotta, hanem átadta a hajóhadat. A támadás miatt Frigyes hadat üzent Angliának és szövetséget kötött Franciaországgal.
1808-ban meghalt VII. Keresztély és Frigyes névlegesen is uralkodó lett.
Napóleon bukása után Dánia a vesztes oldalon találta magát. Még a császár elbai száműzetése idején az új svéd király, XIV. Károly rákényszerített egy egyezményt, amelyben kisebb kárpótlásokért (Rügen szigete és Pomeránia egy darabja) lemond Norvégiáról. Norvégia a szerződés hírére fellázadt és Keresztély herceg vezetésével kikiáltották a függetlenséget, de a svéd hadsereg leverte a felkelést. Később a bécsi kongresszuson szentesítették ezt a döntést. A kongresszuson az is felmerült, hogy Dániát felosztják Svédország, a német hercegségek és esetleg Nagy-Britannia között, ezért mivel a királynak sikerült megőriznie a függetlenséget, hazatértekor nagy ünneplésben részesült.

## A háború után
A háború után gazdasági válság sújtotta az országot, egészen az 1830-as évekig. Frigyes minden demokratikus és liberális kezdeményezést elnyomott, csak 1834-ben engedélyezte négy helyi parlament felállítását, de azoknak is csak tanácsadói jogköre volt. A választójogot is úgy alkották meg, hogy minden negyvenedik polgárnak volt akkora jövedelme hogy leadhatta a voksát a jelöltekre.
1837-ben gyűjtést kezdeményeztek egy nemzeti múzeum felállítására, a telket a király adományozta. A múzeum 1848-ban, kilenc évvel Frigyes halála után nyílt meg.
VI. Frigyes 1839. december 3-án, hetvenegy éves korában halt meg az Amalienborg-palotában. Utóda a trónon unokatestvére, VIII. Keresztély lett.

## Családja és gyermekei

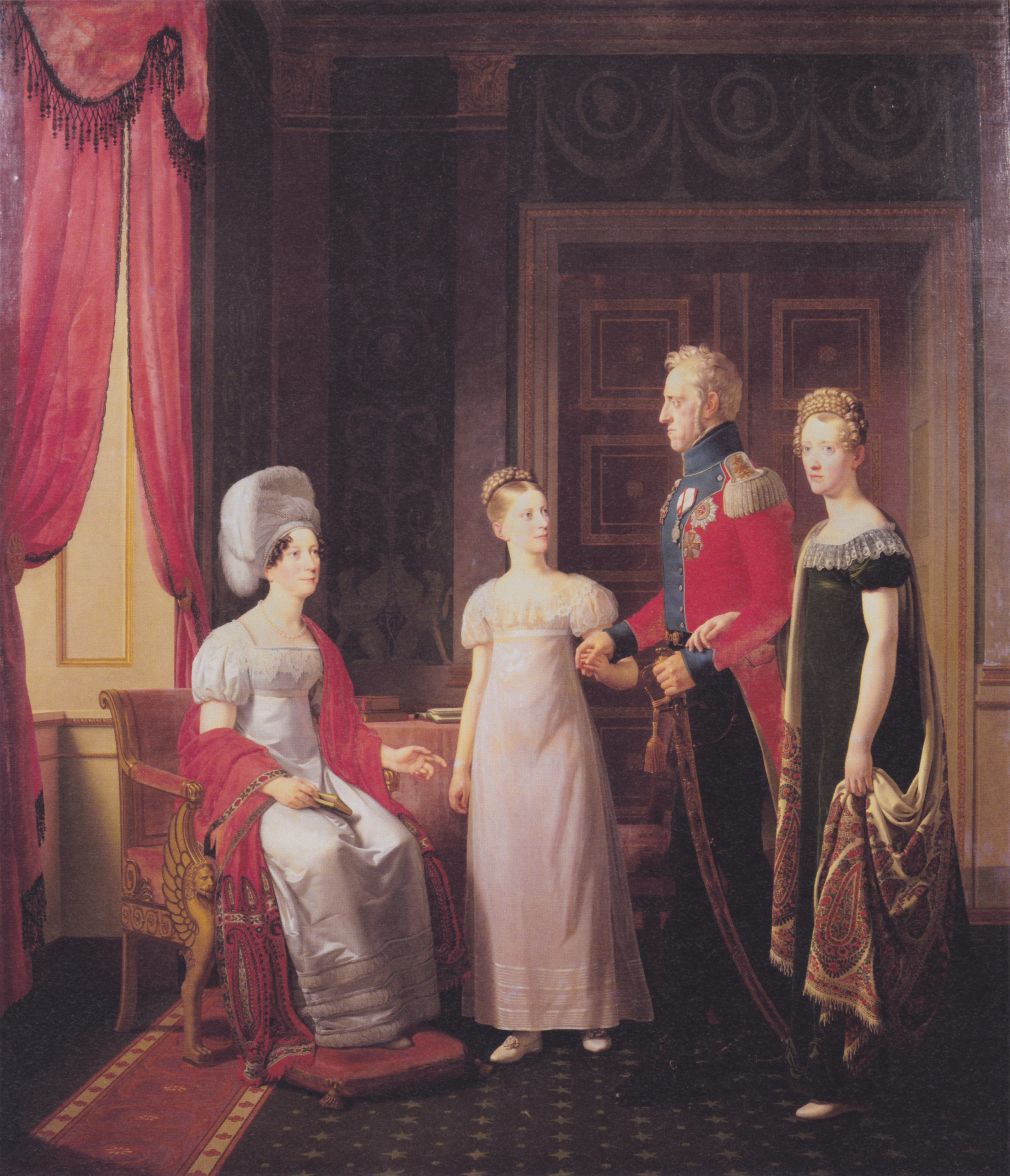
VI. Frigyes és családja. Christoffer Wilhelm Eckersberg festménye.

VI. Frigyes 1790-ben feleségül vette Hessen-Kasseli Mária Zsófiát. Nyolc gyermekük született, de csak két leány érte meg a felnőttkort. Frigyes volt az utolsó dán király, akinek hivatalosan is volt szeretője. Frederikke Dannemand jó kapcsolatot tartott fent a királynéval, állítólag amikor a király beteg volt, akkor kettesben ápolták.
Gyermekei Mária Zsófiától:
- Keresztély (1791. szeptember 22. – 1791. szeptember 23.)
- Mária Lujza (1792. november 19. – 1793. október 12.)
- Karolina (1793. október 28. – 1881. március 31.), feleségül ment apja unokatestvéréhez, Frigyes Ferdinándhoz
- Lujza (1795. augusztus 21. – 1795. december 7.)
- Keresztély (1797. szeptember 1. – 1797. szeptember 5.)
- Júlia Lujza (1802. február 12. – 1802. február 23.)
- Friderika Mária (1805. június 3. – 1805. július 14.)
- Vilhelmina Mária (1808. január 18. – 1891. május 30.), előbb feleségül ment a jövendő VII. Frigyeshez de elváltak. Másodszorra Károly schleswig–holstein–sonderburg–glücksburgi herceghez ment hozzá.

Gyermekei Frederikke Dannemandtól:
- Lovisa (1810. április 16. – 1888. december 18.)
- Karolina (1812–1844)
- Frigyes (1813. július 20. – 1888. március 12.)
- Valdemár (1819 június 6. – 1835. március 4.)

## Származása
| VI. Frigyes (Koppenhága, 1768. január 28. – Koppenhága, 1839. december 3.) dán király | Apja: VII. Keresztély (Koppenhága, 1749. január 29. – Rendsburg, 1808. március 13.) dán király | Apai nagyapja: V. Frigyes (Koppenhága, 1723. március 31. – Koppenhága, 1766. január 14.) dán király            | Apai nagyapai dédapja: VI. Keresztély (1699. november 30. – 1746. augusztus 6.) dán király                         |
| VI. Frigyes (Koppenhága, 1768. január 28. – Koppenhága, 1839. december 3.) dán király | Apja: VII. Keresztély (Koppenhága, 1749. január 29. – Rendsburg, 1808. március 13.) dán király | Apai nagyapja: V. Frigyes (Koppenhága, 1723. március 31. – Koppenhága, 1766. január 14.) dán király            | Apai nagyapai dédanyja: Brandenburg–Kulmbachi Zsófia Magdolna (1700. november 28. – 1770. május 27.)               |
| VI. Frigyes (Koppenhága, 1768. január 28. – Koppenhága, 1839. december 3.) dán király | Apja: VII. Keresztély (Koppenhága, 1749. január 29. – Rendsburg, 1808. március 13.) dán király | Apai nagyanyja: Nagy-Britanniai Lujza (London, 1724. december 18. – Koppenhága, 1751. december 19.)            | Apai nagyanyai dédapja: II. György (1683. október 30. – 1760. október 25.) brit király                             |
| VI. Frigyes (Koppenhága, 1768. január 28. – Koppenhága, 1839. december 3.) dán király | Apja: VII. Keresztély (Koppenhága, 1749. január 29. – Rendsburg, 1808. március 13.) dán király | Apai nagyanyja: Nagy-Britanniai Lujza (London, 1724. december 18. – Koppenhága, 1751. december 19.)            | Apai nagyanyai dédanyja: Brandenburg–Ansbachi Karolina (1683. március 1. – 1737. november 20.)                     |
| VI. Frigyes (Koppenhága, 1768. január 28. – Koppenhága, 1839. december 3.) dán király | Anyja: Nagy-Britanniai Karolina Matilda (London, 1751. július 22. – Celle, 1775. május 10.)    | Anyai nagyapja: Nagy-Britanniai Frigyes (Hannover, 1707. február 1. – London, 1751. március 31.) walesi herceg | Anyai nagyapai dédapja: II. György (1683. október 30. – 1760. október 25.) brit király                             |
| VI. Frigyes (Koppenhága, 1768. január 28. – Koppenhága, 1839. december 3.) dán király | Anyja: Nagy-Britanniai Karolina Matilda (London, 1751. július 22. – Celle, 1775. május 10.)    | Anyai nagyapja: Nagy-Britanniai Frigyes (Hannover, 1707. február 1. – London, 1751. március 31.) walesi herceg | Anyai nagyapai dédanyja: Brandenburg–Ansbachi Karolina (1683. március 1. – 1737. november 20.)                     |
| VI. Frigyes (Koppenhága, 1768. január 28. – Koppenhága, 1839. december 3.) dán király | Anyja: Nagy-Britanniai Karolina Matilda (London, 1751. július 22. – Celle, 1775. május 10.)    | Anyai nagyanyja: Szász–Gotha–Altenburgi Auguszta (Gotha, 1719. november 30. – London, 1772. február 8.)        | Anyai nagyanyai dédapja: II. Frigyes (1676. július 28. – 1732. március 23.) szász–gotha–altenburgi uralkodó herceg |
| VI. Frigyes (Koppenhága, 1768. január 28. – Koppenhága, 1839. december 3.) dán király | Anyja: Nagy-Britanniai Karolina Matilda (London, 1751. július 22. – Celle, 1775. május 10.)    | Anyai nagyanyja: Szász–Gotha–Altenburgi Auguszta (Gotha, 1719. november 30. – London, 1772. február 8.)        | Anyai nagyanyai dédanyja: Anhalt–Zerbsti Magdolna Auguszta (1679. október 13. – 1740. október 11.)                 |

## Fordítás
- Ez a szócikk részben vagy egészben  a   Frederik 6. című dán Wikipédia-szócikk ezen változatának fordításán alapul.  Az eredeti cikk szerkesztőit annak laptörténete sorolja fel. Ez a jelzés csupán a megfogalmazás eredetét és a szerzői jogokat jelzi, nem szolgál a cikkben szereplő információk forrásmegjelöléseként.

| Előző uralkodó: VII. Keresztély | Dánia királya 1808 – 1839 | Következő uralkodó: VIII. Keresztély |

| Előző uralkodó: VII. Keresztély | Norvégia uralkodója 1808 – 1814 | Következő uralkodó: Keresztély Frigyes |